# 華雄
華 雄（か ゆう ? - 191年）は、中国後漢時代末期の武将。
陳寿『三国志』では董卓配下の「都督」とされている。しかし盧弼『三国志集解』で注にあげられる潘眉（清代の史学者）の説によると、正しくは都督ではなく「都尉」の地位にあったとある（ちくま学芸文庫版和訳も、「都尉」に修正して訳出している）。

## 正史の事跡
華雄の事跡は、『三国志』呉書孫堅伝にしか見当たらない。初平2年（191年）、華雄は呂布と共に胡軫配下として従軍し、孫堅の討伐に赴いた。しかし胡軫と呂布の仲が悪く、呂布が偽りの通達を行なって胡軫を惑乱させたため、勝利を得られなかった。華雄は陽人の戦いで戦死し、その首級を孫堅の手により梟首とされた。

## 三国志演義では
小説『三国志演義』における華雄は、正史とは見違えるような活躍を見せる。身の丈九尺（210cm）を誇る豪傑であり、関西の人と設定されている。董卓討伐軍が編成された時、驍騎校尉として汜水関の守将を務めて連合軍先鋒の孫堅軍を迎え撃ち、密かに抜け駆けしようとした鮑忠を察して斬って都督に昇進する。その後も豪傑ぶりを発揮し、孫堅軍の祖茂を手始めとして、袁術軍の兪渉、韓馥軍の潘鳳など多くの武将を討ち取る。袁紹は「顔良・文醜を従軍させていれば、こんな事にはならなかった」と、嘆くことになっている。
しかし続いて出撃してきた関羽の前に、華雄は一合にして討ち取られてしまう。関羽が帰陣したときには、出発の際に差し出された酒がまだ温かであったというものである（横山光輝の漫画『三国志』でも、華雄迎撃に赴く関羽に曹操が景気づけに酒を差出す場面があり、これを飲んで出撃した関羽に酔いが回らないうちに討ち取られる描写となっている）。
なお、胡軫との上下関係が史実とは逆転しており、『演義』では胡軫が華雄の副将となっている。

## 配下
『三国志演義』でのみの配下
- 趙岑